# Królowie Kartaginy
Królowie Kartaginy – przywódcy starożytnej Kartaginy w pierwszych wiekach jej istnienia, przed wytworzeniem się ustroju republikańskiego. Pełnili oni funkcje reprezentacyjne i ceremonialne, sprawowali naczelne dowództwo nad armią, a także przewodzili obrzędom sakralnym.
W miastach–państwach Fenicjan, do których należała początkowo też Kartagina, na czele władz stali królowie. Zakres ich władzy był ograniczony przez rosnące wpływy krajowych oligarchów. Od połowy VI wieku p.n.e. kartagińscy królowie pochodzili z rodu Magonidów, który jednak znika ze źródeł około połowy IV wieku p.n.e.; od 396 p.n.e. faktyczna władza w państwie przeszła w ręce oligarchicznych gremiów arystokracji. Arystoteles opisywał ustrój Kartaginy jako „ustrój mieszany”, czyli łączący elementy monarchii i republiki.
Po zupełnym upadku władzy królewskiej w Kartaginie na czele państwa stali dwaj wybieralni sufeci, funkcjonował 300-osobowy „senat” i zgromadzenie ludowe.

## Lista królów kartagińskich[potrzebnyprzypis]
- Dydona (ok. 814 p.n.e.) – założycielka miasta, siostra króla Tyru Pigmaliona,
- ... (zależność od Tyru?)
- Hannon I (ok. 580 p.n.e. – ok. 556 p.n.e.)
- Malchus (ok. 556 p.n.e. – ok. 550 p.n.e.)
- Magon I (ok. 550 p.n.e. – ok. 530 p.n.e.) – założyciel rodu Magonidów
- Hazdrubal Magonida (ok. 530 p.n.e. – ok. 510 p.n.e.)
- Hamilkar Magonida (ok. 510 p.n.e. – ok. 480 p.n.e.)
- Hannon (480 p.n.e. – 440 p.n.e.)
- Himilkon I (na Sycylii) (460 p.n.e. – 410 p.n.e.)
- Hannibal Magonida (440 p.n.e. – 406 p.n.e.)
- Himilkon Magonida (406 p.n.e. – 396 p.n.e.)
- Mago II (396 p.n.e. – 375 p.n.e.)
- Mago III (375 p.n.e. – 344 p.n.e.)
- Hannon III (344 p.n.e. – 340 p.n.e.)
- Hannon Wielki (340 p.n.e. – 337 p.n.e.)
- Gisko (337 p.n.e. – 330 p.n.e.)
- Hamilkar II (330 p.n.e. – 309 p.n.e.)
- Bomilkar (309 p.n.e. – 308 p.n.e.)